# Karolina Cicha
Karolina Cicha (ur. 20 kwietnia 1979 w Białymstoku) – polska piosenkarka, aktorka, kompozytorka i multiinstrumentalistka.

## Życiorys

### Edukacja
Ukończyła polonistykę na Uniwersytecie w Białymstoku oraz Akademię Praktyk Teatralnych „Gardzienice”. Posiada stopień doktora nauk humanistycznych w zakresie literaturoznawstwa. W 2010 obroniła doktorat na podstawie pracy naukowej Wzniosłość w ponowofalowej poezji Adama Zagajewskiego. W dziedzinie muzyki jest samoukiem.

### Kariera
W latach 2005–2009 związana była z Ośrodkiem Praktyk Teatralnych „Gardzienice” jako odtwórczyni tytułowych ról w spektaklach „Ifigenia w A...” i „Elektra” (reż. Włodzimierz Staniewski). W 2009 zagrała koncert Do ludożerców do tekstów Tadeusza Różewicza. W tym samym roku wzięła udział w nagraniu płyty Gajcy! i w promującym ją koncercie, zorganizowanym przez Muzeum Powstania Warszawskiego. Pochodząca z tego albumu piosenka „Miłość bez jutra” stała się jednym z dziesięciu najlepszych utworów 2009 roku według portalu Interia.pl.

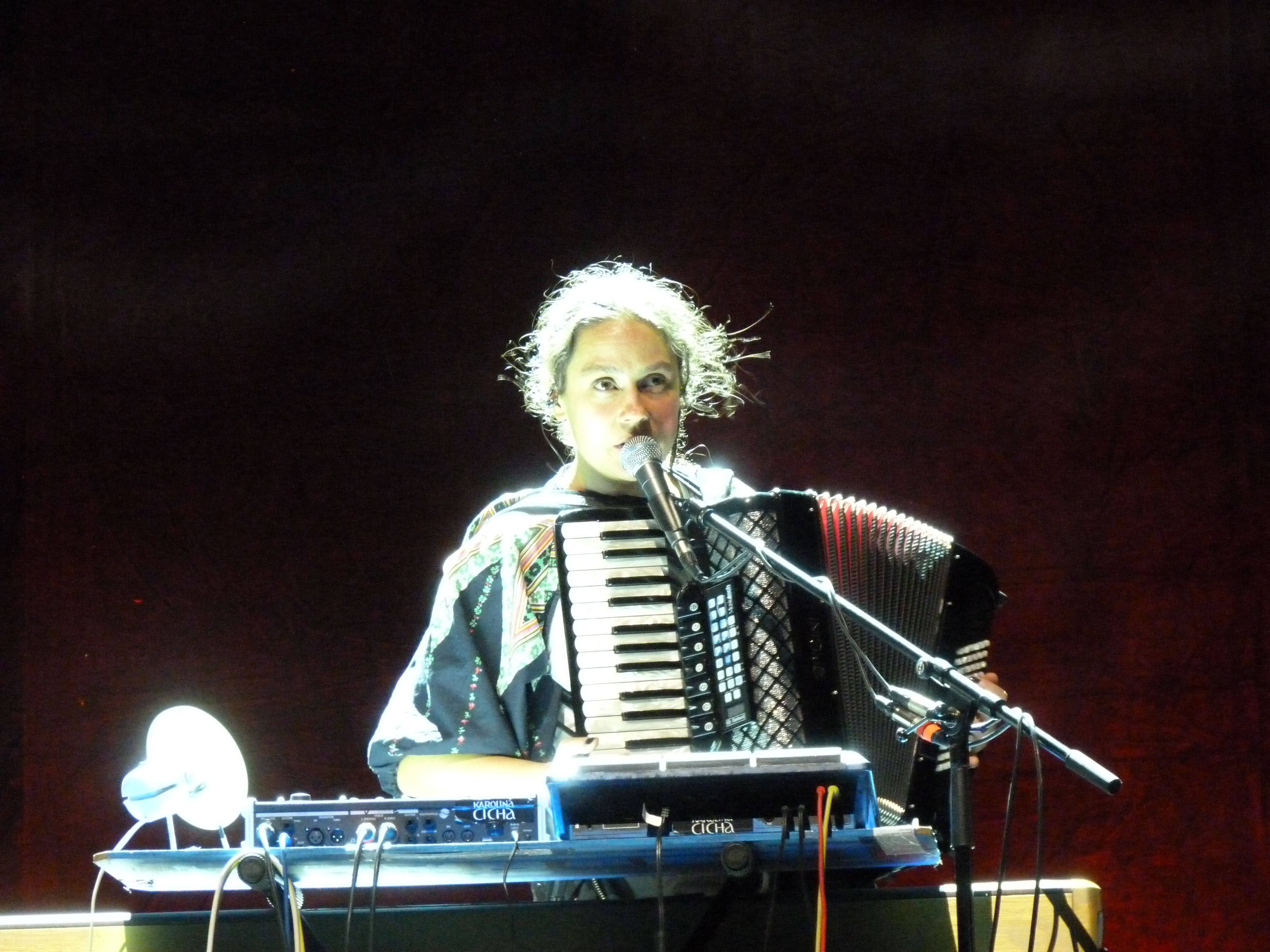
Karolina Cicha podczas występu na festiwalu WOMEX 15 w Budapeszcie, 2015

W 2010 nagrała, wydaną przez Muzeum Powstania Warszawskiego, płytę z własnymi aranżacjami piosenek o Warszawie, wykonanymi w duetach z czołowymi twórcami polskiej muzyki alternatywnej. Premiera albumu odbyła się wraz z promującym koncertem, zorganizowanym na terenie muzeum. W 2012 przygotowała, wspólnie z Bartem Pałygą, projekt Wieloma językami, nawiązujący do wielokulturowego dziedzictwa Podlasia (utwory w jęz. ukraińskim, litewskim, rosyjskim, romskim, białoruskim, w jidysz, po polsku, tatarsku i w esperanto). Z utworami z tego projektu w maju 2013 (pod szyldem Cicha & Spółka) zdobyła Grand Prix na konkursie w ramach Festiwalu Folkowego Polskiego Radia Nowa Tradycja oraz Nagrodę Indywidualną im. Czesława Niemena za osobowość i ekspresję. Od tego czasu wydała kilka płyt: Jidyszland (2015) przygląda się spuściźnie poetyckiej kultury żydowskiej na terenie woj. Podlaskiego, Płyta tatarska z 2017 roku nawiązuje do dziedzictwa muzycznego polskich Tatarów, Karaimska Mapa Muzyczna (2020) do dziedzictwa karaimskiego. Jej płytyTany (2020) oraz Sad (2022) były nominowane do Fryderyka w kategorii Muzyka korzeni. 
W 2015 znalazła się w Oficjalnej Selekcji na festiwalu WOMEX. Wystąpiła na kilkudziesięciu festiwalach w Europie, Azji i Ameryce m.in.: World Music Fest (USA), TFF Rudolstadt (Niemcy), FMM Sines Festival (Portugalia), Cheoyong Culture Festival (Korea Południowa), Music Mela (Pakistan), Isole che Parlano (Sardynia), Global Union (USA), Lotus Fest (USA), Gypsy Festival Drom (USA), Art Pole (Ukraina), Suklegos (Litwa), Folkbaltica (Niemcy/Dania), Ethnoport (Polska), Skrzyżowanie kultur (Polska), Euroradio Folk Festiwal (Szwecja), Kamianitza (Białoruś), Les Traversées Tatihou (Francja), Five Temples Festival (Hungary), Sibiu International Theatre Festival (Rumunia), LaMama Theatre (USA), Menuo Juodaragis (Litwa) i Open Air (Polska), Jodphur Riff (Indie), Festival der Kulturen (Niemcy), Fordefestival (Norwegia)

## Wydawnictwa płytowe
- Gajcy!, nakładem Muzeum Powstania Warszawskiego (2009) – udział
- Wawa2010.pl, nakładem Muzeum Powstania Warszawskiego (2010)
- Do ludożerców (2010)
- Miękkie maszyny (2012)
- Wieloma językami (2013), wraz z Bartem Pałygą
- Jędrusik po Cichu (2013)
- Jidyszland (2015)
- Poland-Pakistan. Music Without Borders (2016)
- Płyta Tatarska (2017)
- Jeden - wiele (2018)
- Tany (2020)
- Karaimska Mapa Muzyczna (2020)[8]
- Sad (2022)

## Nagrody
- „Ambasador Wschodu” w dziedzinie kultury (2022)
- Medal Zygmunta Glogera II stopnia (2022)
- Folkowy Fonogram Roku – III miejsce za „Karaimską Mapę muzyczną” (2021)
- Nagroda artystyczna Prezydenta Miasta Białegostoku (2021)
- Grand Prix i Nagroda Indywidualna im. Czesława Niemena na Festiwalu Folkowym Polskiego Radia Nowa Tradycja (maj 2013)[6]
- III miejsce na Festiwalu Piosenki Artystycznej w Rybniku (luty 2009)
- I miejsce na Festiwalu Piosenki Poetyckiej im. Jacka Kaczmarskiego „Nadzieja” w Kołobrzegu (2008)
- Finalistka „Wielkiej Piątki” na Międzynarodowym Festiwalu Bardów OPPA w Warszawie (2008)
- I nagroda na międzynarodowym Chanson Festival w Kolonii (2007)
- II miejsce na Przeglądzie Piosenki Aktorskiej we Wrocławiu (2006)
- Nagroda Główna na Studenckim Festiwalu Piosenki w Krakowie (2006)